# Vassyl Sedliar
Vassyl Sedliar (en ukrainien : Василь Теофанович Седляр, en russe : Василий Теофанович Седляр) ; né le 12 avril 1899 dans le gouvernement de Poltava et mort le 13 juillet 1937 à Kiev était un enseignant, céramiste et peintre.

## Biographie
Il a été abattu le 13 juillet 1937 à Kiev avec Ivan Padalka et leur professeur Mykhaïlo Boïtchouk. Il a travaillé dans les domaines de la peinture monumentale et de chevalet, du graphisme de chevalet et pour des livres, des arts décoratifs et appliqués.

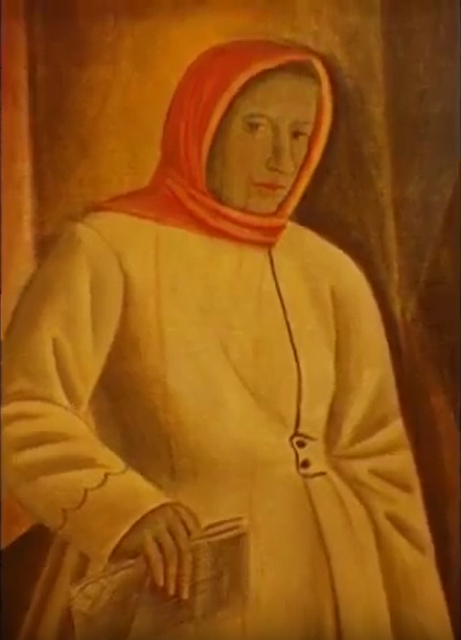
Le portrait d'Oksana Pavlenko.

En 2009 L'esprit et la lettre éditait une version du Kobzar avec ses illustrations.

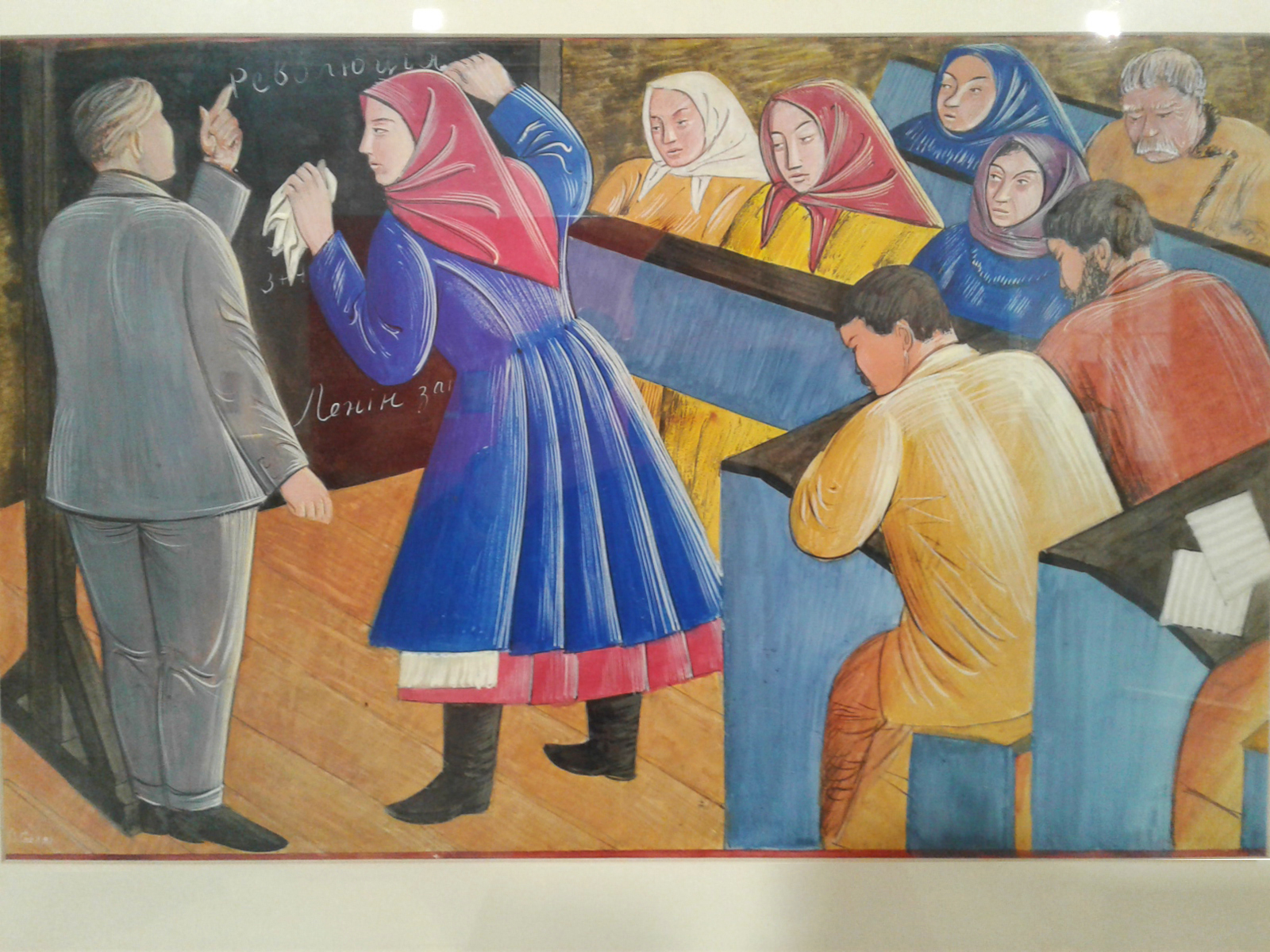
À l'école Liknep, conservé au complexe muséal national d'art et de culture de Mystetskyi Arsenal.